# Woodland (Minnesota)
Woodland é uma cidade localizada no estado americano do Minnesota, no Condado de Hennepin.

## Demografia
Segundo o censo americano de 2000, a sua população era de 480 habitantes.
Em 2006, foi estimada uma população de 459, um decréscimo de 21 (-4.4%).

## Geografia
De acordo com o United States Census Bureau tem uma área de 1,6 km², dos quais 1,5 km² cobertos por terra e 0,1 km² cobertos por água.

## Localidades na vizinhança
O diagrama seguinte representa as localidades num raio de 8 km ao redor de Woodland.